# Сафарівка (Саратовська область)
Сафарівка (рос. Сафаровка) — село у Дергачівському районі Саратовської області Російської Федерації.
Населення становить 575 осіб. Орган місцевого самоврядування — Сафаровське муніципальне утворення.

## Історія
Населений пункт розташований у межах українського історичного та культурного регіону Жовтий Клин.
Від 23 липня 1928 року в складі Пугачовського округу Нижньо-Волзького краю. Орган місцевого самоврядування від 2004 року — Сафаровське муніципальне утворення.

## Населення
| 2010 | 2012 | 2013 | 2014 | 2015 | 2016 | 2017 |
| ---- | ---- | ---- | ---- | ---- | ---- | ---- |
| 727  | ↘696 | ↘689 | ↘663 | ↘654 | ↘641 | ↘616 |
| 2018 | 2019 | 2020 |      |      |      |      |
| ↘608 | ↘589 | ↘575 |      |      |      |      |